# Jones Valley (Californie)
Jones Valley est une census-designated place du comté de Shasta, dans l'État de Californie, aux États-Unis,. En 2020, elle compte une population de 1 160 habitants.